# Alessandra Barreca
Alessandra Barreca (Génova, Italia, 17 de mayo de 1989) es una exfutbolista italiana. Jugaba de centrocampista.

## Trayectoria
Crecida en la cantera del Firenze, debutó en Serie A2 con el conjunto toscano, con el que ganó el campeonato de Serie A2 de 2006 y logró el ascenso a la Serie A. Su debut en la máxima división italiana se produjo el 4 de octubre de 2006 ante el Fiammamonza; marcó su primer gol el 9 de diciembre de 2006 contra el Agliana, un minuto después de entrar al campo. Con el Firenze totalizó 88 presencias en la liga (44 en Serie A y 44 en Serie A2), marcando 20 goles, y 12 presencias y 8 goles en copa.
En verano de 2008 pasó a la Roma CF. Su primer partido con la camiseta giallorossa ocurrió el 4 de octubre contra el Fiammamonza, mientras que el 18 de octubre metió su primer gol ante la Riozzese. Permaneció en Roma durante cuatro temporadas, jugando 90 partidos en Serie A (19 goles) y 12 en copa (4 goles).
El 30 de julio de 2012 fichó por el Napoli, debutando con el equipo azzurro el 2 de septiembre, en un partido de copa ante el Caira. El 22 de septiembre de 2012 jugó su primer partido de la liga contra el Grifo Perugia, mientras que su primer gol llegó el 9 de febrero de 2013 contra el Brescia. Durante la pausa festival fue cedida al Seattle PHA estadounidense, con el que ganó el título del Estado de Washington y la Evergreen Cup.
Una vez regresada a Italia, decidió volver a la Roma, donde disputaría el campeonato de Serie B 2013/14.

## Selección nacional
Ha sido internacional con la Selección sub-19 de Italia, con la que ganó el Campeonato Europeo Femenino Sub-19 de la UEFA en 2008.

## Clubes
| Club                 | País           | Año         |
| -------------------- | -------------- | ----------- |
| Firenze              | Italia         | 2003 - 2008 |
| Roma CF              | Italia         | 2008 - 2012 |
| Napoli               | Italia         | 2012 - 2013 |
| Seattle PHA (cedida) | Estados Unidos | 2013        |
| Roma CF              | Italia         | 2013 - 2014 |

## Palmarés

### Títulos internacionales
| Título                                        | Equipo (*)    | Lugar   | Año  |
| --------------------------------------------- | ------------- | ------- | ---- |
| Campeonato Europeo Femenino Sub-19 de la UEFA | Italia sub-19 | Francia | 2008 |

(*) Incluyendo la selección